# Thaba Nchu
Thaba Nchu (Engels: Thaba 'Nchu) is een plaats in de Zuid-Afrikaanse provincie Vrijstaat.
Thaba Nchu telt ongeveer 70.000 inwoners, voornamelijk Tswana.
Het was een belangrijke doorgangsplaats tijdens de Grote Trek. Tijdens de apartheid maakte het deel uit van het thuisland (of bantoestan) Bophuthatswana.

## Subplaatsen
Het nationaal instituut voor de statistiek, Stats SA, deelt sinds de census 2011 deze hoofdplaats in in 16 zogenaamde subplaatsen (sub place), waarvan de grootste zijn:
Bultfontein 2 • Mokwena • Moroka • Selosesha.